# APOA5
La Apolipoproteína A-V, APOA5 o Apo AV es una proteína que en los humanos es sintetizada a partir del gen APOA5. Al ser una apolipoproteína su función principal es la de contener y transportar lípidos a través de la sangre, además de ser un factor determinante de los niveles de triglicéridos en el plasma sanguíneo, considerados un factor independiente de riesgo vascular. Es un componente de varios tipos de lipoproteínas como las Lipoproteínas de alta densidad (HDL), las lipoproteínas de muy baja densidad (VLDL) y los quilomicrones.
Se cree que la APOA5 afecta al metabolismo de las lipoproteínas mediante la interacción con los receptores de la familia de genes LDL-R.

## mutaciones en el gen APOA5
Un estudio reciente ha mostrado la asociación de la mutación de cambio de sentido Arg282Ser en el gen APOA5 con una disminución en los niveles plasmáticos de triglicéridos en la población de Cerdeña.